# AlphaBay
AlphaBay ist ein Darknet-Markt, der im Dezember 2013 online ging und auf dem bis 2017 vor allem Betrugs- und digitale Güter, aber auch illegale Drogen, verschreibungspflichtige Medikamente und Waffen gehandelt wurden. Als Zahlungsmittel wurden die anonymen Kryptowährungen Bitcoin und Monero akzeptiert. Der Betrieb wurde im Juli 2017 durch die Justiz beendet. Ein Neustart fand im Jahr 2021 statt. AlphaBay wird im Tor-Netzwerk als Onion Service und im I2P-Netzwerk betrieben.

## Geschichte
Nachdem Agora im August 2015 vom Netz gegangen war, war AlphaBay nach Anzahl der Produktlistings der größte Darknet-Markt. Seit April 2016 ließ sich die Plattform zudem als Bitcoin-Mixer nutzen.

### Stilllegung 2017
Am 4. Juli 2017 wurde die Plattform im Zuge der Operation Bayonet neben Hansa und einigen weiteren Darknet-Märkten abgeschaltet. Die thailändische Polizei nahm am gleichen Tag auf Bitten der USA einen 26-jährigen kanadischen Bitcoin-Experten fest, der als Gründer von AlphaBay gilt und dessen Auslieferung in die Vereinigten Staaten anstand. Der Mann nahm sich nach Darstellung der thailändischen Behörden wenig später in seiner Zelle das Leben. Die Behörden beschlagnahmten sein Vermögen, rund 18 Millionen US-Dollar in Finanzwerten, Grundstücke in Thailand, auf Zypern und Antigua, sowie 10 Luxuswagen.

### Neustart 2021
Im August 2021 bestätigte einer der ehemaligen Administratoren, dass er die Plattform in einer neuen Version wieder starten werde. Im Rahmen des Relaunches der Seite wurden mehrere neue Funktionen angekündigt und neue Regeln bekannt gegeben. Zu den neuen Funktionen gehören AlphaGuard (das angeblich verhindert, dass Nutzer ihr Geld verlieren, selbst wenn alle Server gleichzeitig beschlagnahmt werden), ein automatisches System zur Beilegung von Streitigkeiten zwischen den Käufern und Verkäufern, die ausschließliche Verwendung von Monero-Wallets und das Angebot von I2P-Mirrors.